# Léon Bérard

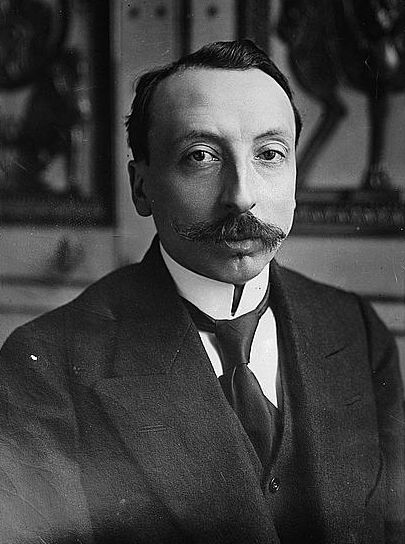
Léon Bérard

Léon Bérard (* 6. Januar 1876 in Sauveterre-de-Béarn, Département Basses-Pyrénées; † 24. Februar 1960 in Paris) war ein französischer Politiker der Dritten Republik, Rechtsanwalt und Schriftsteller.

## Leben
Nach einem Studium der Rechtswissenschaften in Paris promovierte Bérard 1900 und wurde Anwalt. Von 1904 bis 1908 war er Bürgermeister seiner Heimatstadt. 1907 wurde er für den Kanton Sauveterre in den Generalrat des Départements Basses-Pyrénées gewählt und behielt dort bis 1940 einen Sitz. 1910 trat er erfolgreich bei den Wahlen zur französischen Abgeordnetenkammer an und war dort bis 1927 Mitglied verschiedener republikanischer Fraktionen im Umfeld der Alliance démocratique.
Unter der Regierung Georges Clemenceaus leitete er vom 27. November 1919 bis zum Ende der Regierungsperiode am 18. Januar 1920 das Bildungsministerium. Er wurde am 16. Januar 1921 erneut zum Bildungsminister berufen und behielt das Amt bis zum 29. März 1924. 1927 wurde er in den Senat für das Département Pyrénées-Atlantiques gewählt, dem er bis 1940 angehörte. Vom 27. März 1931 bis zum 20. Februar 1932 und vom 7. Juni 1935 bis 24. Januar 1936 war er erneut Regierungsmitglied, als der das Justizministerium unter vier verschiedenen Regierungen Pierre Lavals leitete.
Am 10. Juli 1940 stimmte er für die Ermächtigung Pétains zur Erstellung einer neuen Verfassung und wurde im Oktober 1940 zum Botschafter am Heiligen Stuhl ernannt. Obwohl Bérard die Rassegesetze der Nationalsozialisten verurteilte, erstellte er am 2. September 1941 einen Bericht, der die diesbezügliche Vichy-Gesetzgebung deckte, „da sie keine Bestimmung über die Ehe erhalte“.
Er kehrte 1946 nach Frankreich zurück, nahm aber nicht mehr am politischen Leben Teil und betätigte sich als Autor, Anwalt und bei der Académie française, in die er 1934 aufgenommen wurde.

## Esperanto
Bérard war ein entschiedener Gegner des Esperanto, das er als Instrument des Internationalismus und als potenziellen Konkurrenten der französischen Sprache, die damals Diplomatensprache war, betrachtete.

## Werke
- Pour la réforme classique de l’enseignement secondaire (1923)
- Au service de la pensée française (1925)